# Parroquia de San Ginés (Padriñán)
La parroquia de San Ginés de Padriñán (en gallego: Parroquia de San Xinés de Padriñán), también conocida como Nuevo Templo de Sanxenxo es un santuario del siglo xx ubicado en Sangenjo, en la provincia de Pontevedra (Galicia, España).

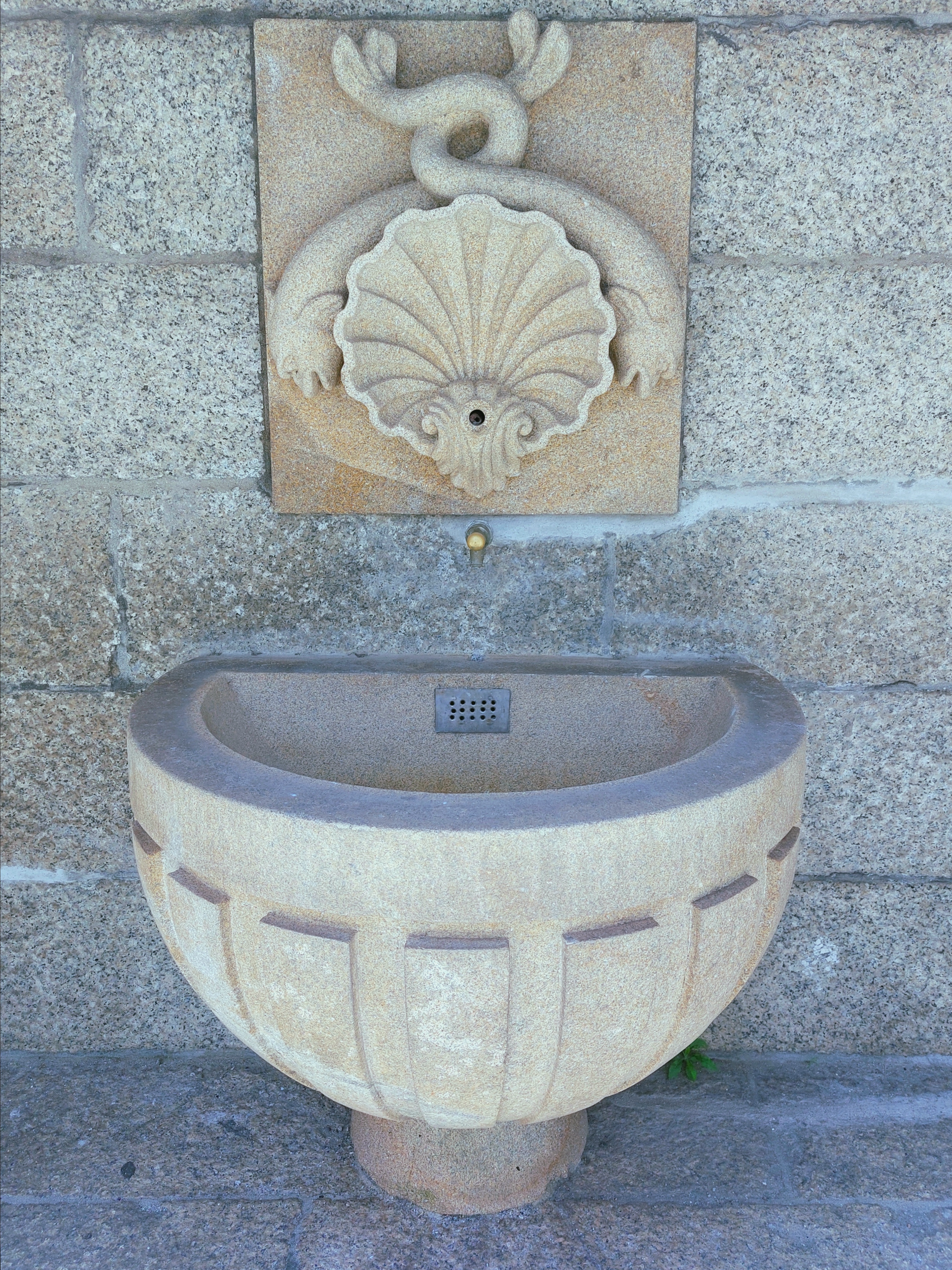
Pila bautismal

## Historia

### Orígenes
La primera referencia sobre la feligresía de San Ginés de Padriñán figura en un documento fechado en el siglo x, donde se afirma que la misma pertenecía al arzobispado de Iria Flavia. En 1120, mediante decreto del papa Calixto II, Diego Gelmírez, amigo del pontífice, fue nombrado arzobispo de Santiago de Compostela, absorbiendo todas las propiedades de Iria Flavia, las cuales consistían en la feligresía de San Ginés así como la villa y el puerto. Por su parte, en dicho documento, redactado en latín y transcrito en el siglo xviii, consta que el rey Ordoño II de León, «el cuatro de las kalendas de febrero de la era de 953», había otorgado el señorío al obispo de Iria Flavia Sisnando Menéndez. En 1105, la reina Urraca I de León y su esposo Raimundo de Borgoña cedieron la villa de San Ginés al Monasterio de San Juan de Poyo, mientras que el 29 de febrero de 1116 la reina donó los cotos de Soloveira y Cornazo al monasterio «con sus hombres, iglesia, términos y lugares antiguos de la Iglesia de San Ginés...», puesto que Urraca I consideraba que dichas propiedades habían sido usurpadas a Poyo. Esta decisión sería ratificada por el rey Alfonso XI de Castilla el 17 de febrero de 1303.

### Construcción
En el siglo xv se construyó la Iglesia de San Ginés, la más antigua conservada en la parroquia, si bien en 1868 se consideró construir un nuevo templo, firmando el párroco Domingo Cuesta Bonilla un acuerdo de permuta de unos terrenos con Francisco Alonso Prieto en 1912:

Al iglesario de San Ginés de Padriñan pertenece la siguiente finca rústica: En donde llaman Mouringada, sita en lo que hoy es calle del Progreso de esta villa de sembradura cinco ferrados y nueve concas, a labradio y canaveral, equivalentes a treintayseís áreas, quince centiáreas: limita al norte terreno de Eduardo Torres Veniecio, sur de Manuel Soto Fernández, este, carretera de Pontevedra al Grove que el la actualidad denominan en este punto Calle del Progreso y oeste finca de Jerónimo Iglesias. Y el D. Francisco Alonso Prieto es dueño por permuta que hizo a D. Benito Esperón de una finca en “Currás de Abajo” a labradio, secano viña y robles lugar de la Florida de esta parroquia de Padriñán y termino municipal de Sanxenxo, la sembradura de siete ferrados y medio o sea cuarenta y siete áreas, diez centiáreas: limita al Norte con muro que separa terreno de Dª Carmen Carballa, hoy muro de sostenimiento y terrenos mas bajos de D. Juan Manuel Sueiro y otros; sur de los herederos de Fernando de Reis, que antes fue del Sr Duque de Patiño, muro en medio; Este terreno de los herederos de D. Eduardo Patiño y viña del Yglesario de Sanxenxo muro en medio; y oeste los herederos de Sebastián Alvarez, que antes fue de Fernando Rey y otros, muro interpuesto.

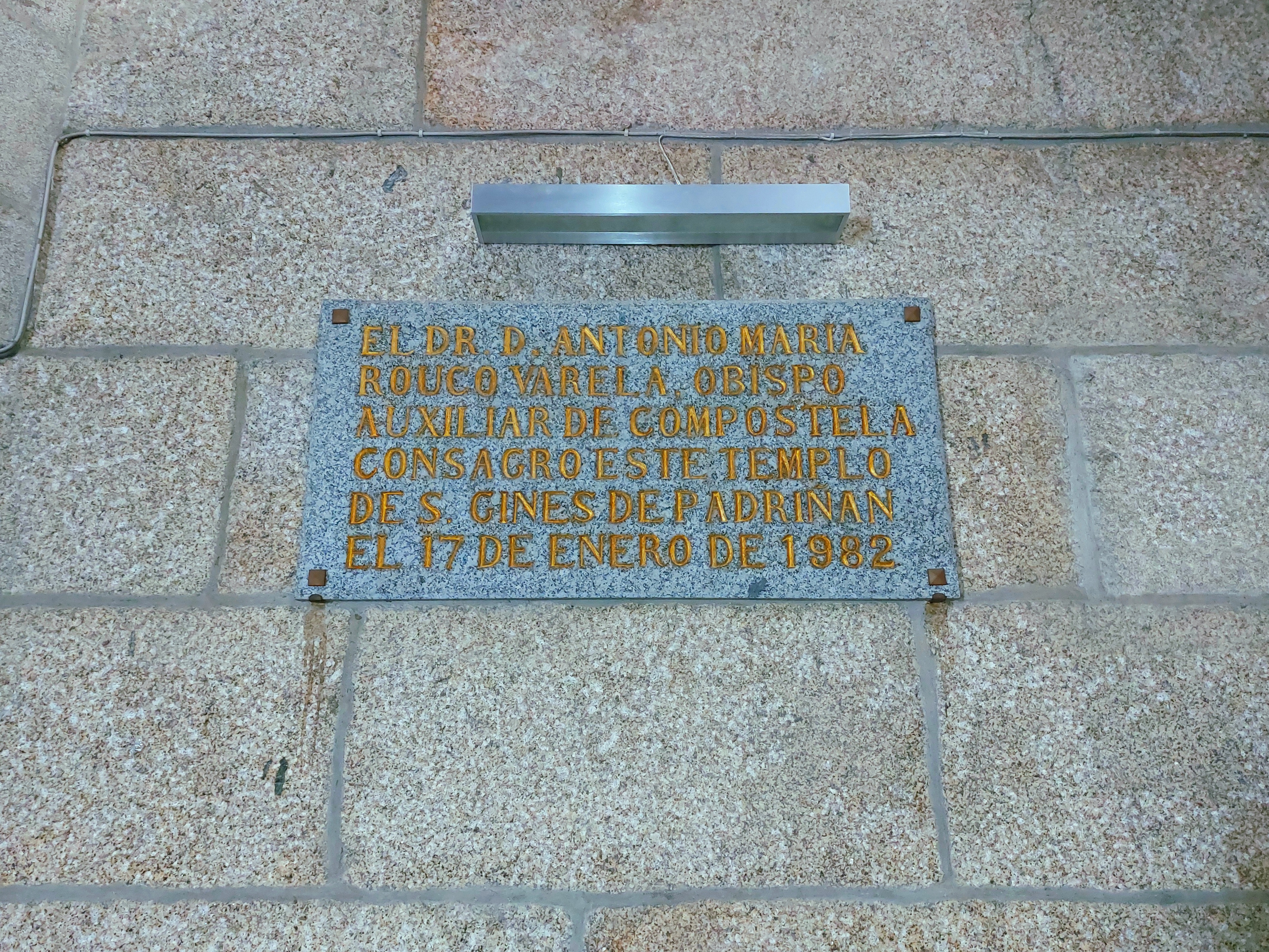
Placa en el interior del templo

Fue no obstante el actor Manolo Morán quien vendió en 1964, poco antes de su muerte, los terrenos que se necesitaban para poder edificar la iglesia, los cuales fueron adquiridos por 280 000 pesetas, sufriendo el actor una pérdida de 50 000. A raíz de esto, se empezó a considerar el levantamiento de un templo con aforo para más de 1000 personas y con la residencia parroquial ubicada en el propio edificio, el cual sería terminado en 1976 e inaugurado el 17 de enero de 1982 con la bendición del entonces obispo auxiliar de Santiago de Compostela Rouco Varela. Pese a que se aporta el año 1965 como la fecha de inicio de la construcción, la primera piedra no sería colocada hasta el 30 de marzo de 1967, tal y como consta en el archivo parroquial:

... a las 9:45 de la mañana, el maestro de canteros D. Edelmiro Lamelas Torres, ayudado por los también canteros D. Lino Leiro Portela y su hermano D. Benito y del peón D. José López Acuña, han colocado la primera piedra de los muros de nuestro nuevo templo.

La iglesia sería finalmente levantada gracias a donativos, colectas y actos oficiados en el Club Náutico y el cine La Terraza desde 1961.

## Descripción

### Exterior

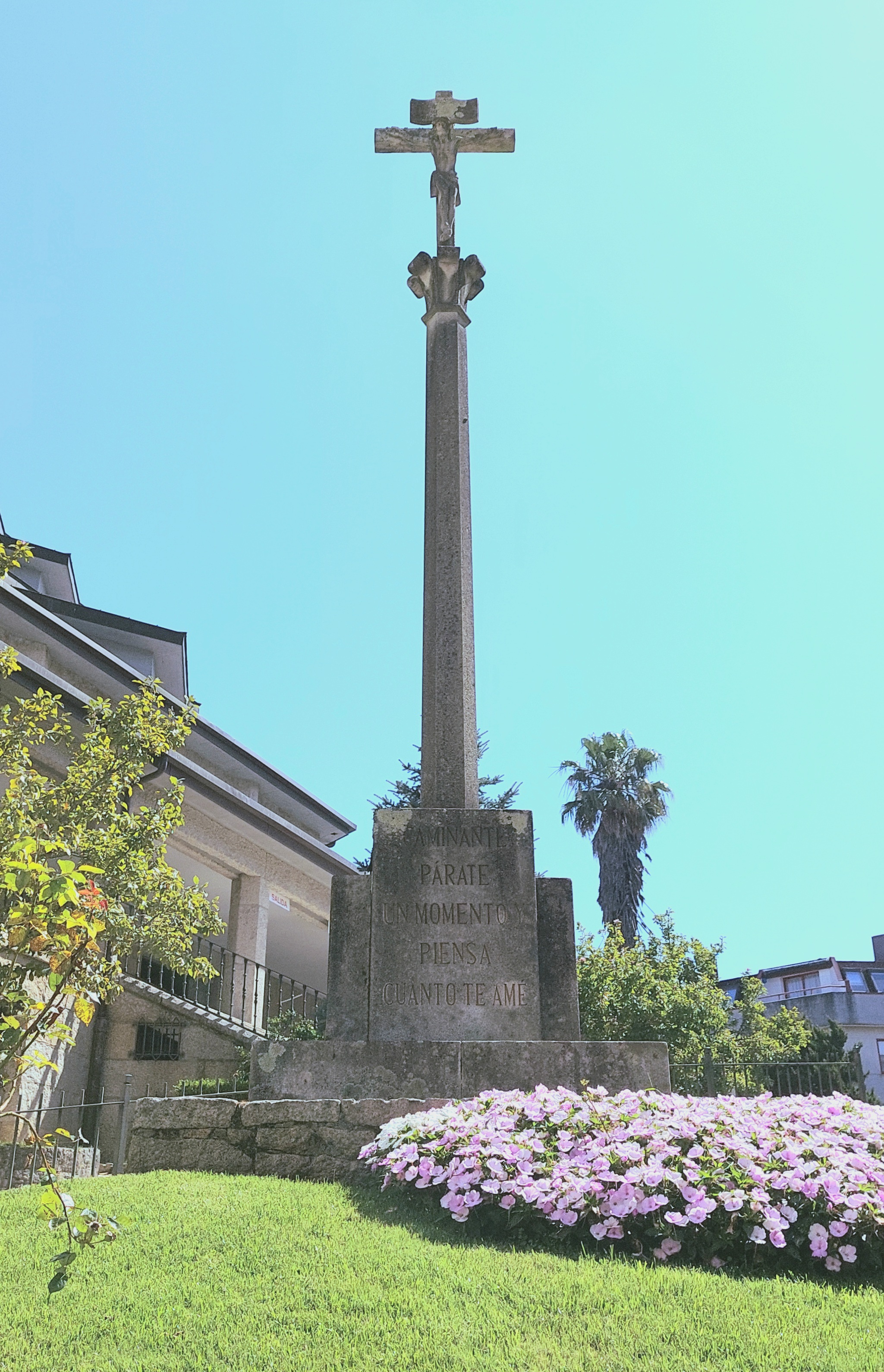
Crucero en uno de los parterres que rodean el santuario

El edificio, cuya construcción fue auspiciada por el párroco Ramón Somoza Castro (cuyos restos se hallan sepultados frente al baptisterio), es obra del arquitecto Gaspar Robles Echenique. Lo más destacado del exterior es la cúpula hexagonal que corona la estructura y crea un curioso efecto visual, puesto que al ser la cubierta escalonada, cada escalón crea la sensación de que los paneles hexagonales van girando uno tras otro. Así mismo, la fachada, realizada en piedra, posee una cubierta de pizarra, mientras que la estructura en sí carece de ornamentos, a excepción de una hornacina a pie de calle con una pila bautismal ubicada en la base de la doble escalinata que conduce al templo.

### Interior

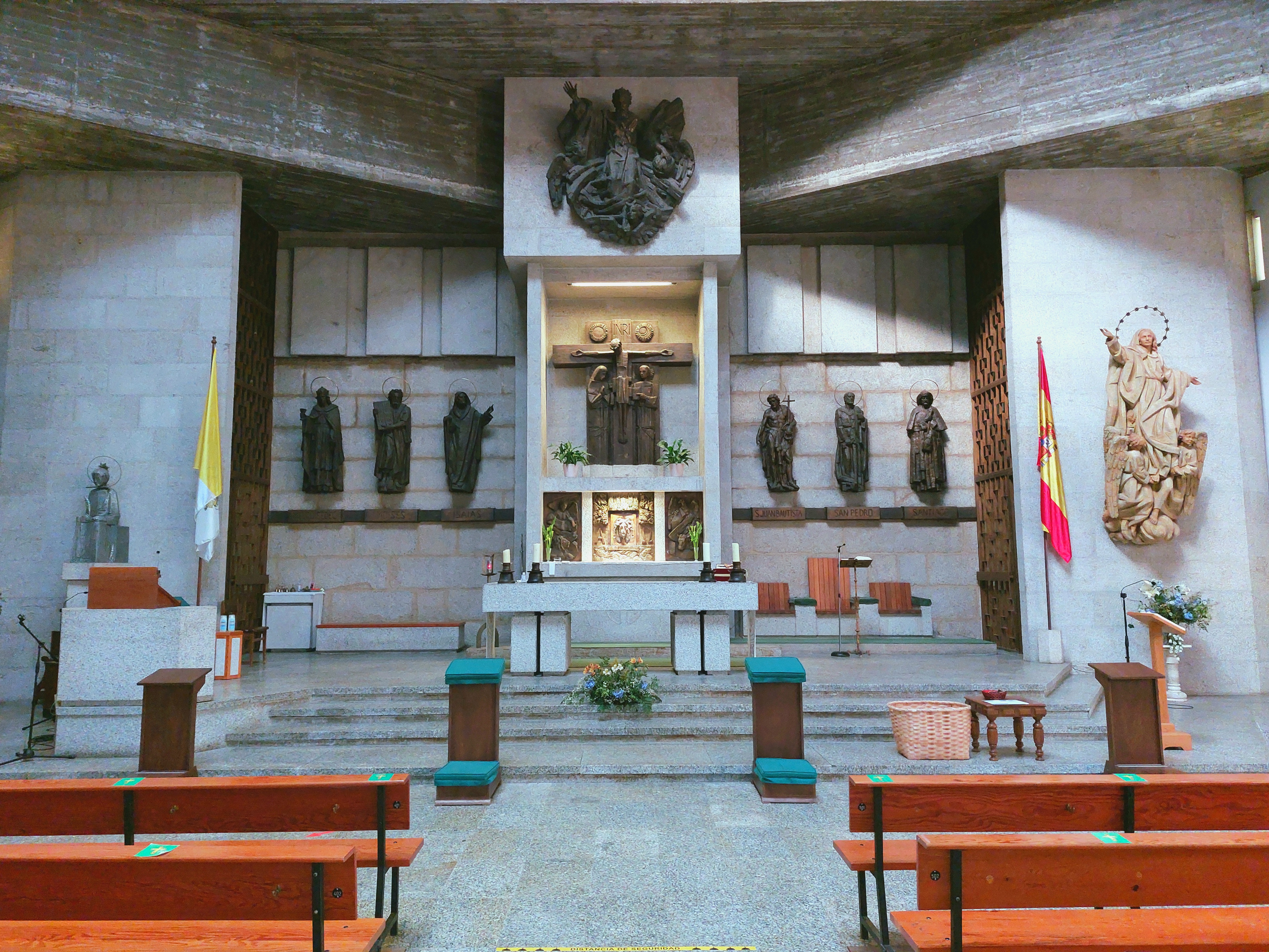
Capilla mayor

Respecto al interior, lo más destacado es la capilla mayor, compuesta de un sencillo calvario rodeado de varias esculturas, todas ellas de factura moderna. El tramo frontal de la planta hexagonal estuvo destinado desde un principio a fungir como capilla mayor y el muro como retrotábula, siendo el altar, el ambón y la sede obra del arquitecto Gaspar Robles Echenique y el escultor José Luis Sánchez, quien elaboró el calvario, el cual cuenta con la presencia de un sol y una luna a ambos lados de la cruz. Por su parte, el muro se empleó para representar el programa iconológico de una cristología abierta a la dimensión trinitaria, mientras que la columna granítica vertical constituye una representación del misterio de la fe. Respecto a la cúpula ubicada sobre el centro de la nave, del lucernario cuelga una gran lámpara de hierro forjado, mostrando un efecto óptico similar al presente en el exterior.

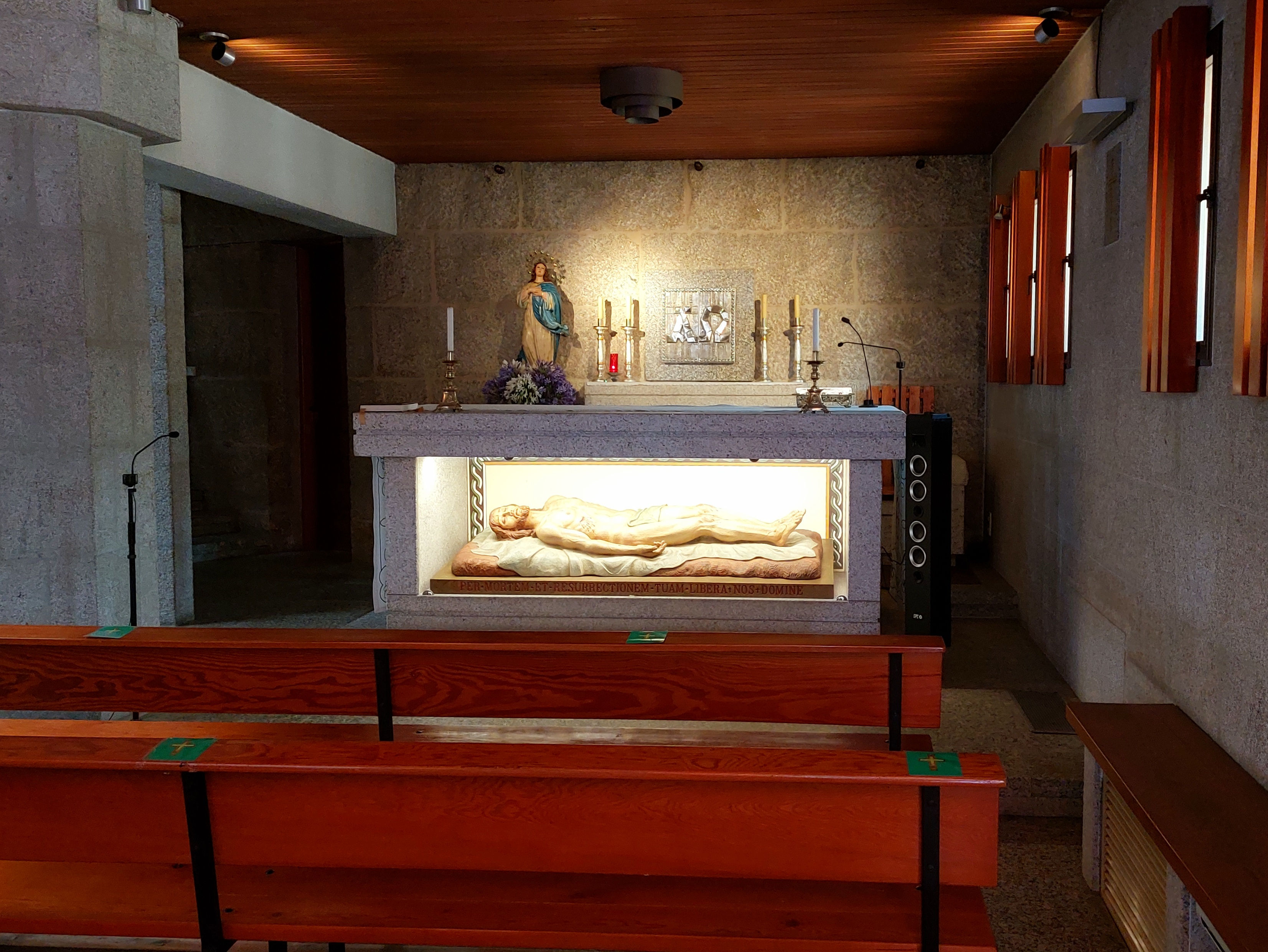
Capilla de Cristo Yacente

Las naves laterales poseen una altura considerablemente inferior a la nave central y sus cubiertas, revestidas con láminas de madera, se apoyan en columnas de base hexagonal de las que parten notables contrafuertes. En el muro frontal de la nave lateral izquierda se encuentra una gran pila bautismal y, frente a la misma, una representación simbólica del bautismo, mientras que en la nave lateral derecha se halla la Capilla de Cristo Yacente, en la cual se celebra la Eucaristía diaria. En esta capilla destaca una talla de Cristo custodiada en una urna emplazada bajo el altar (a imagen y semejanza de la de la Iglesia de San Ginés), obra del escultor Manuel Delgado Gambino, discípulo de Cástor Lata Montoiro, quien es a su vez autor de varias esculturas presentes en el templo, como el sagrario, el cual muestra en relieve el rostro de Cristo doliente acompañado de espigas de trigo, uvas y peces. En lo alto de la capilla mayor se encuentra una talla de Dios Padre sentado sobre un trono con el Espíritu Santo situado sobre su pecho, obra también de Montoiro en 1994, al igual que la talla de Nuestra Señora de la Asunción, creada en 1991 y situada a la derecha del altar mayor. La imagen, policromada, presenta la madera a la vista con tostados en las carnaciones y marcadas angulosidades en los ropajes y las facciones.
Entre la imaginería del templo se encuentran una talla de la Inmaculada Concepción en la Capilla de Cristo Yacente y, en sencillas hornacinas rectangulares y a ambos lados de la entrada, sobre la cual se halla el órgano, una estatua de San Antonio de Padua (junto a la que se exhibe una imagen de vestir de Jesús Nazareno anteriormente custodiada en la Iglesia de San Ginés) y una talla del Sagrado Corazón, siendo dos de las esculturas más destacadas una talla de San José y una estatua de San Ginés de Arlés, ambas emplazadas en el muro izquierdo del presbiterio, entre la capilla mayor y el baptisterio. La imagen de San Ginés, concebida para el pórtico exterior y realizada con una aleación de aluminio, posee una postura frontal y hierática y muestra los signos del martirio así como los atributos del santo: un cuchillo en el cuello, una pluma y un libro.

## Galería de imágenes

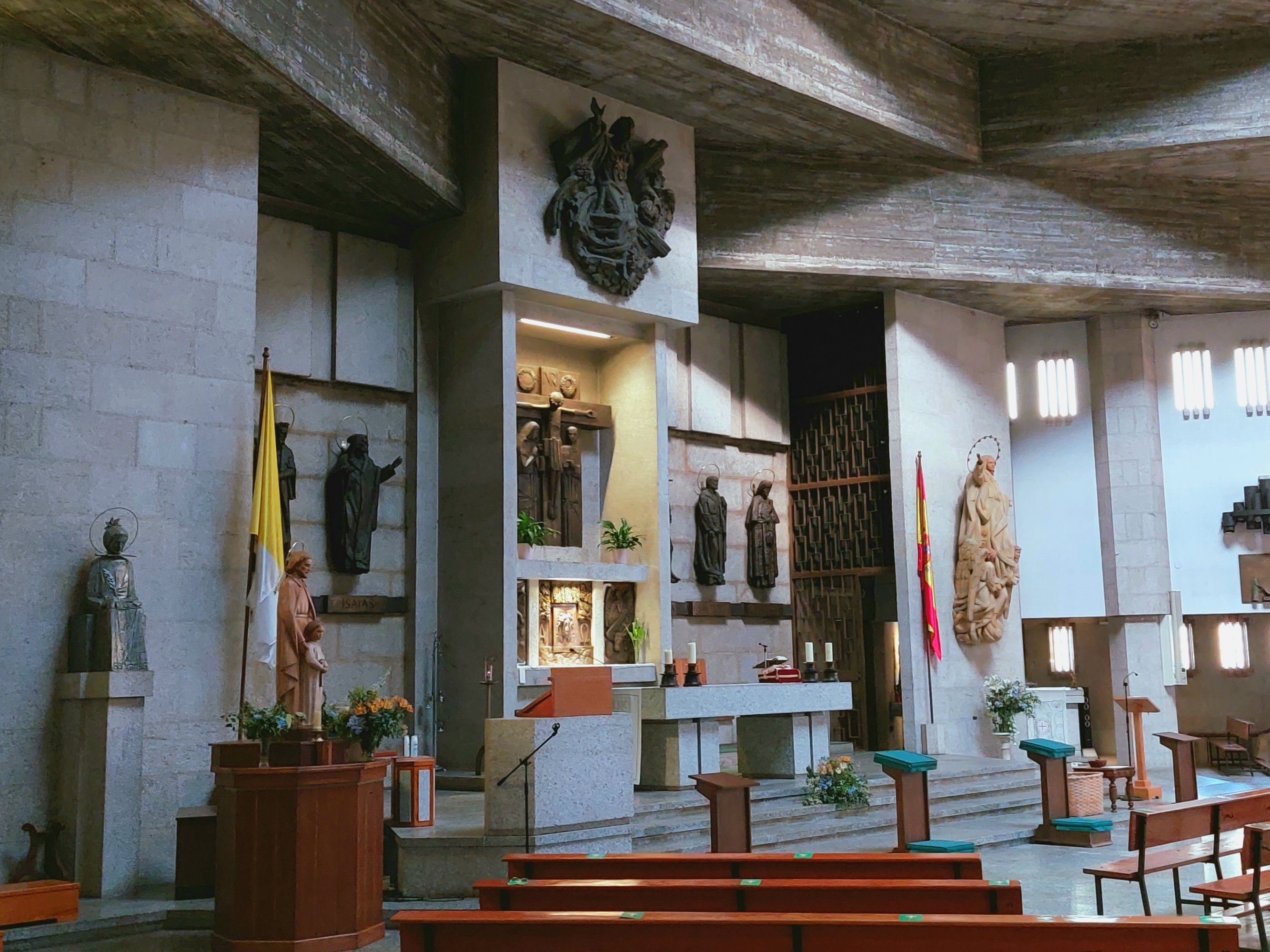
Lado del evangelio
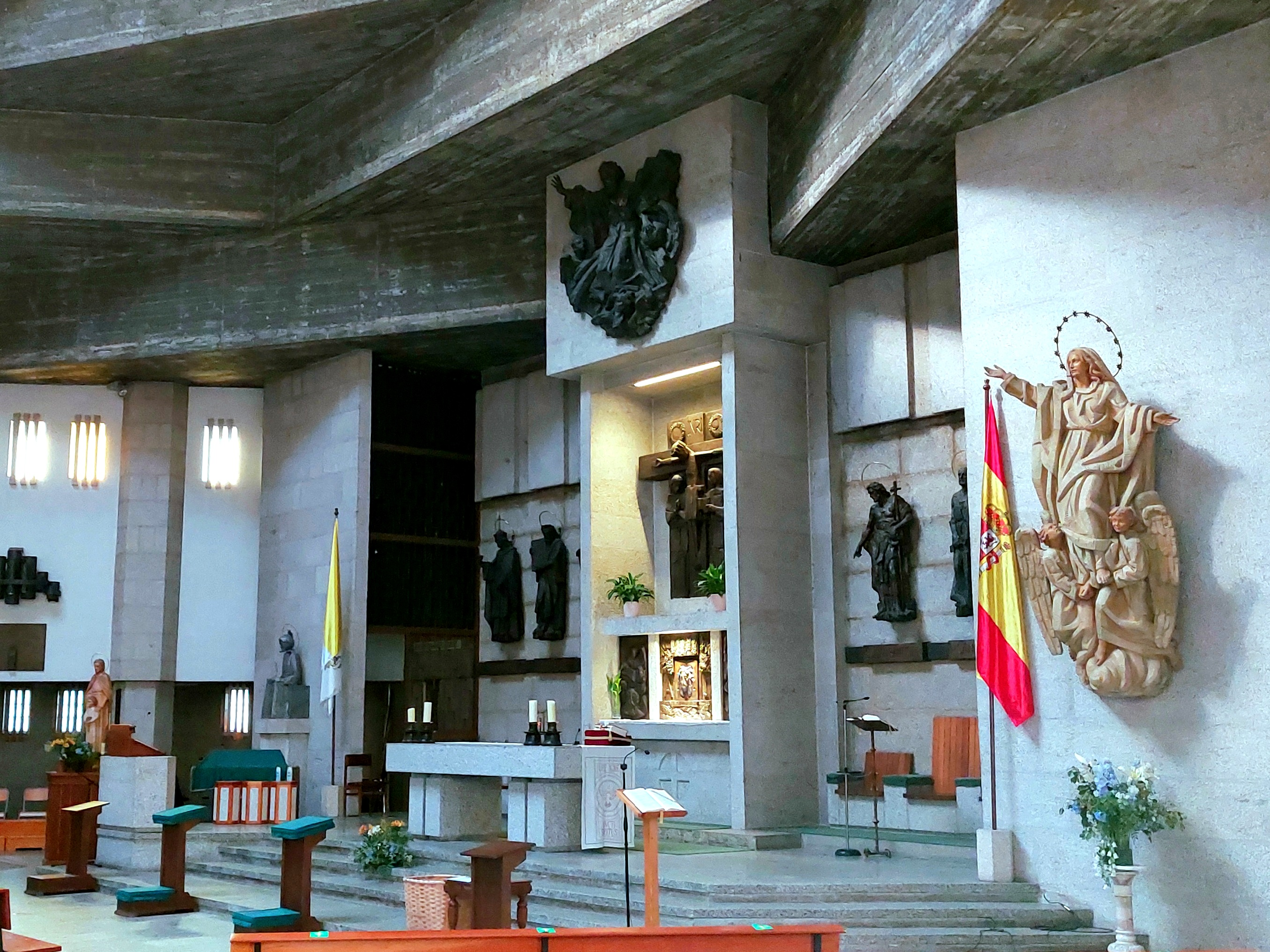
Lado de la epístola
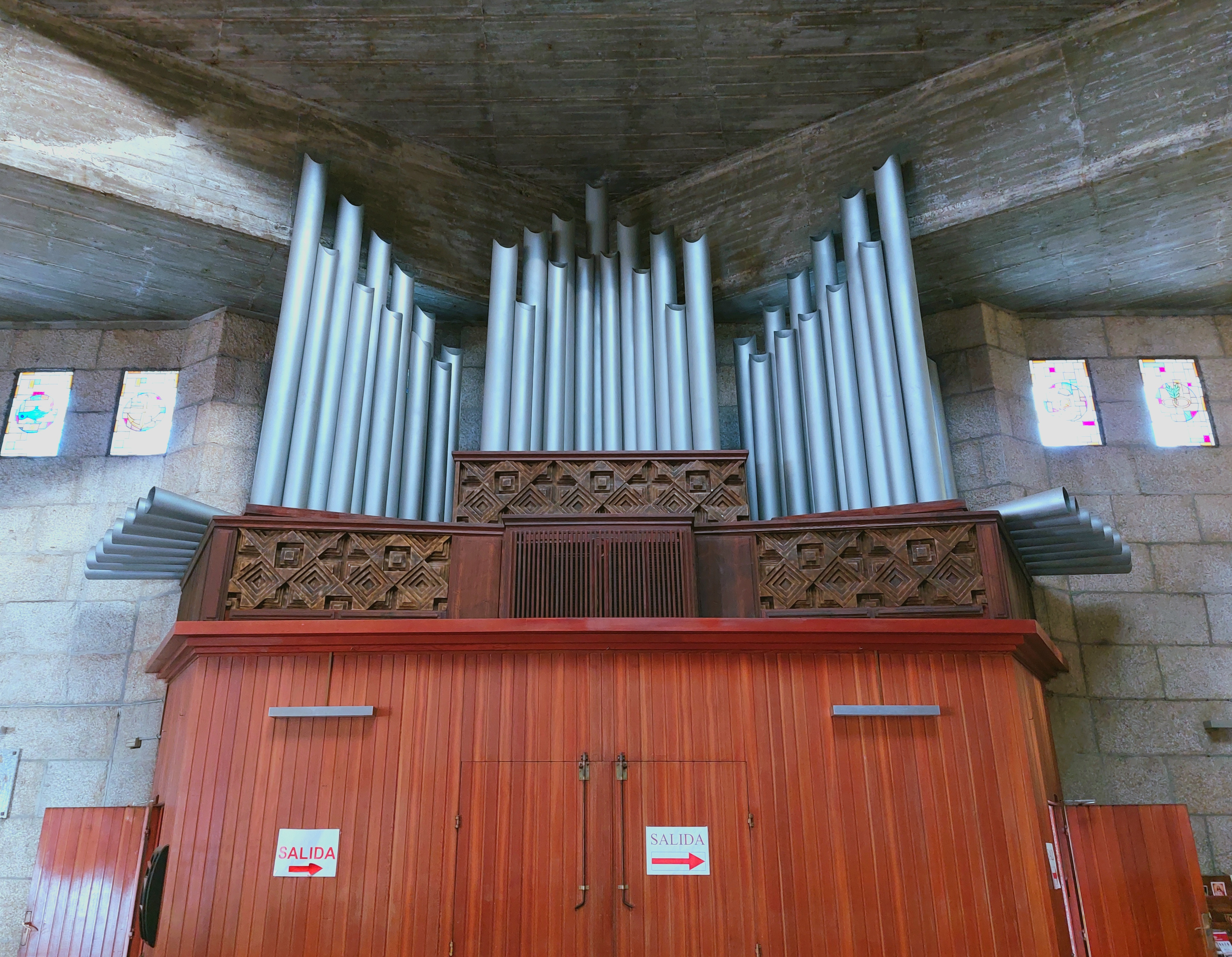
Órgano
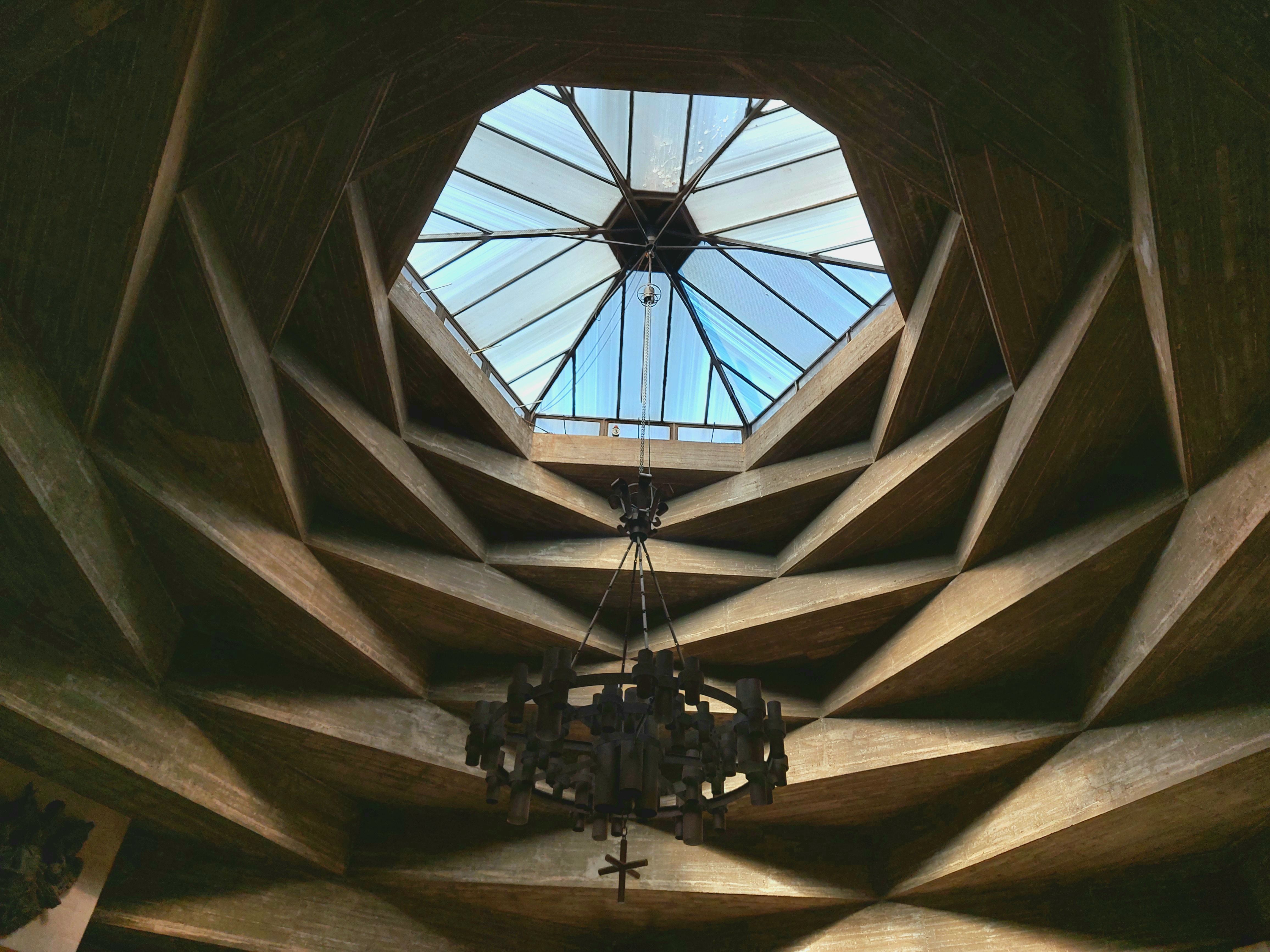
Lucernario
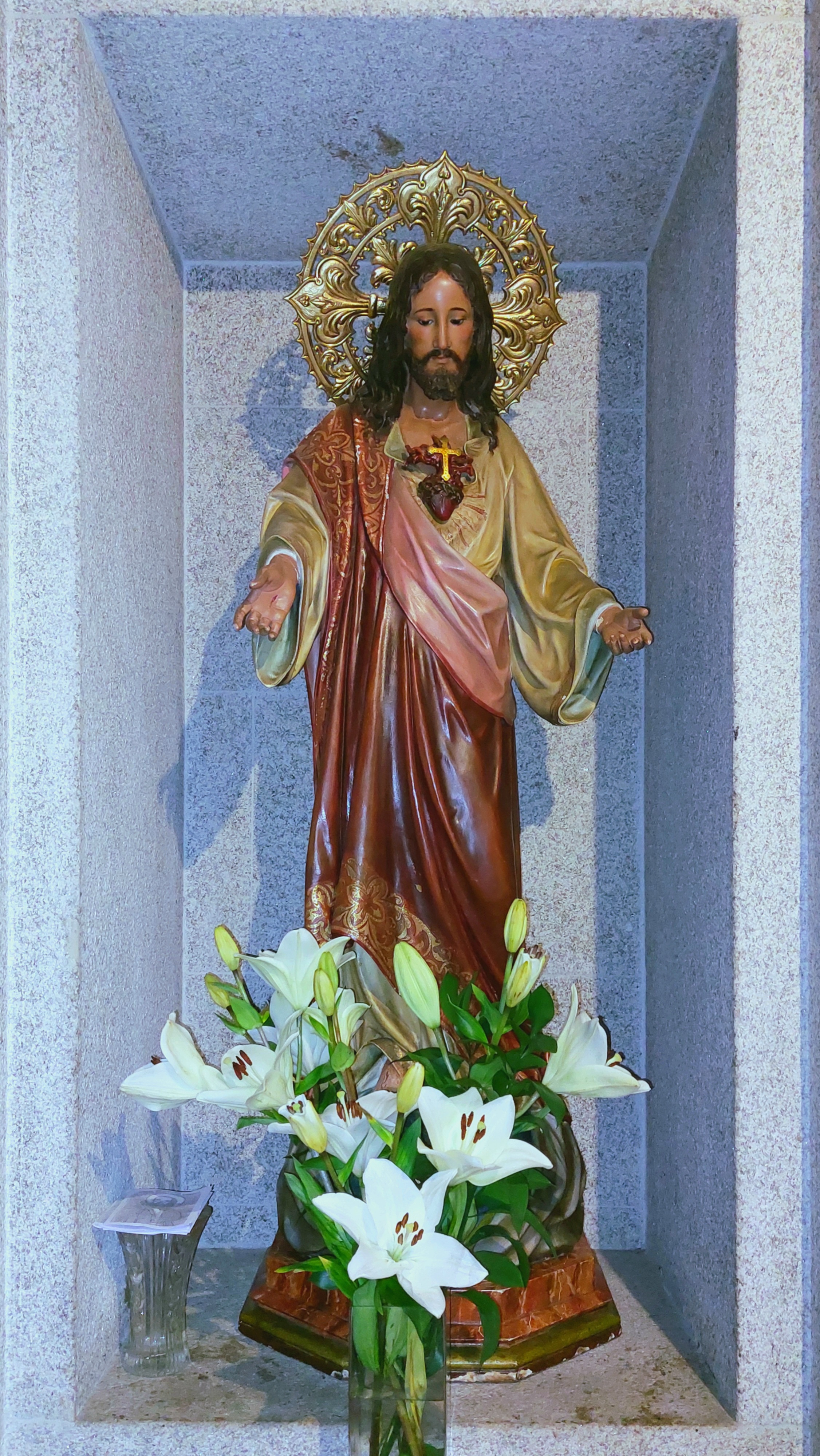
Talla del Sagrado Corazón
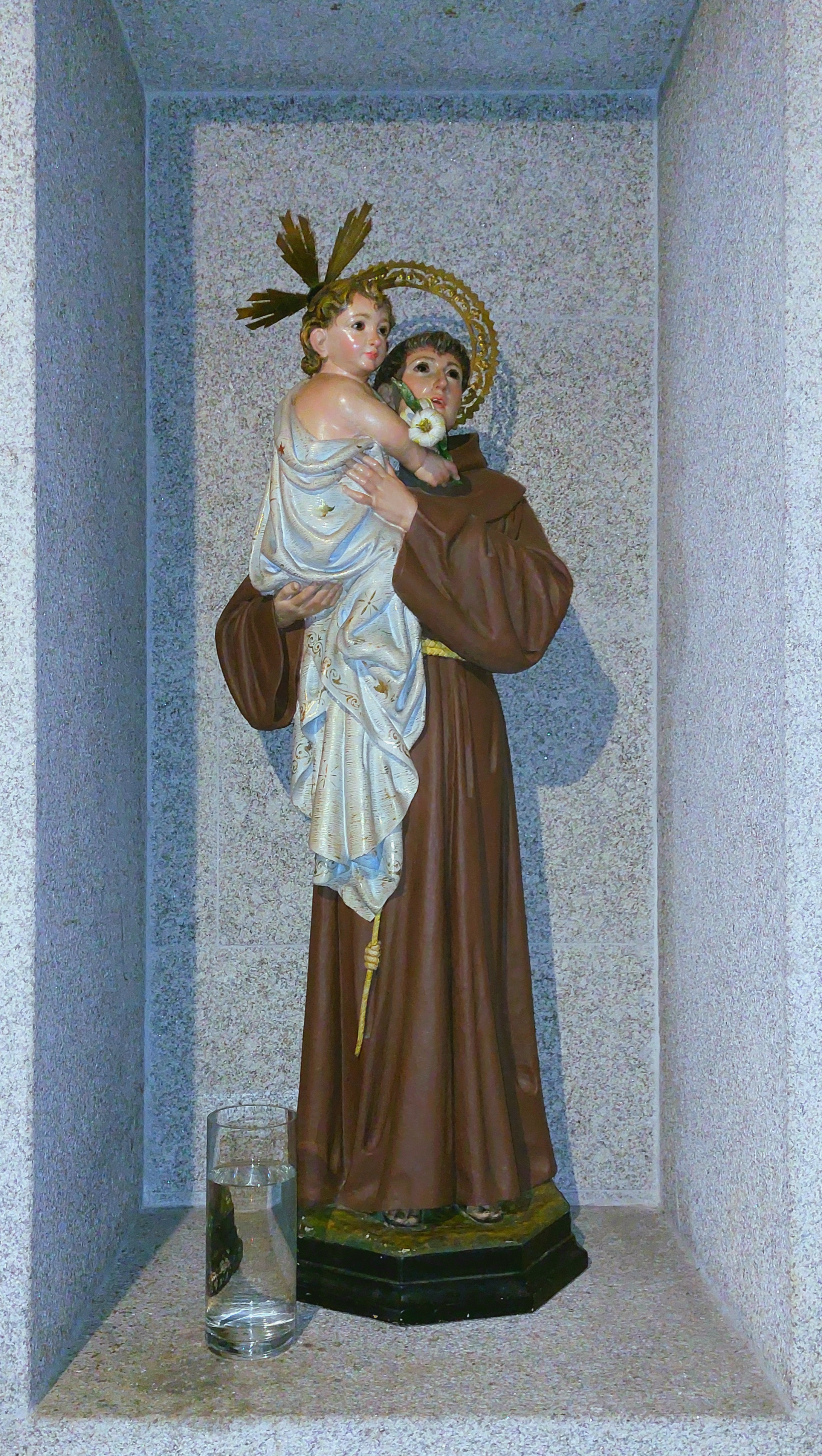
Talla de San Antonio de Padua
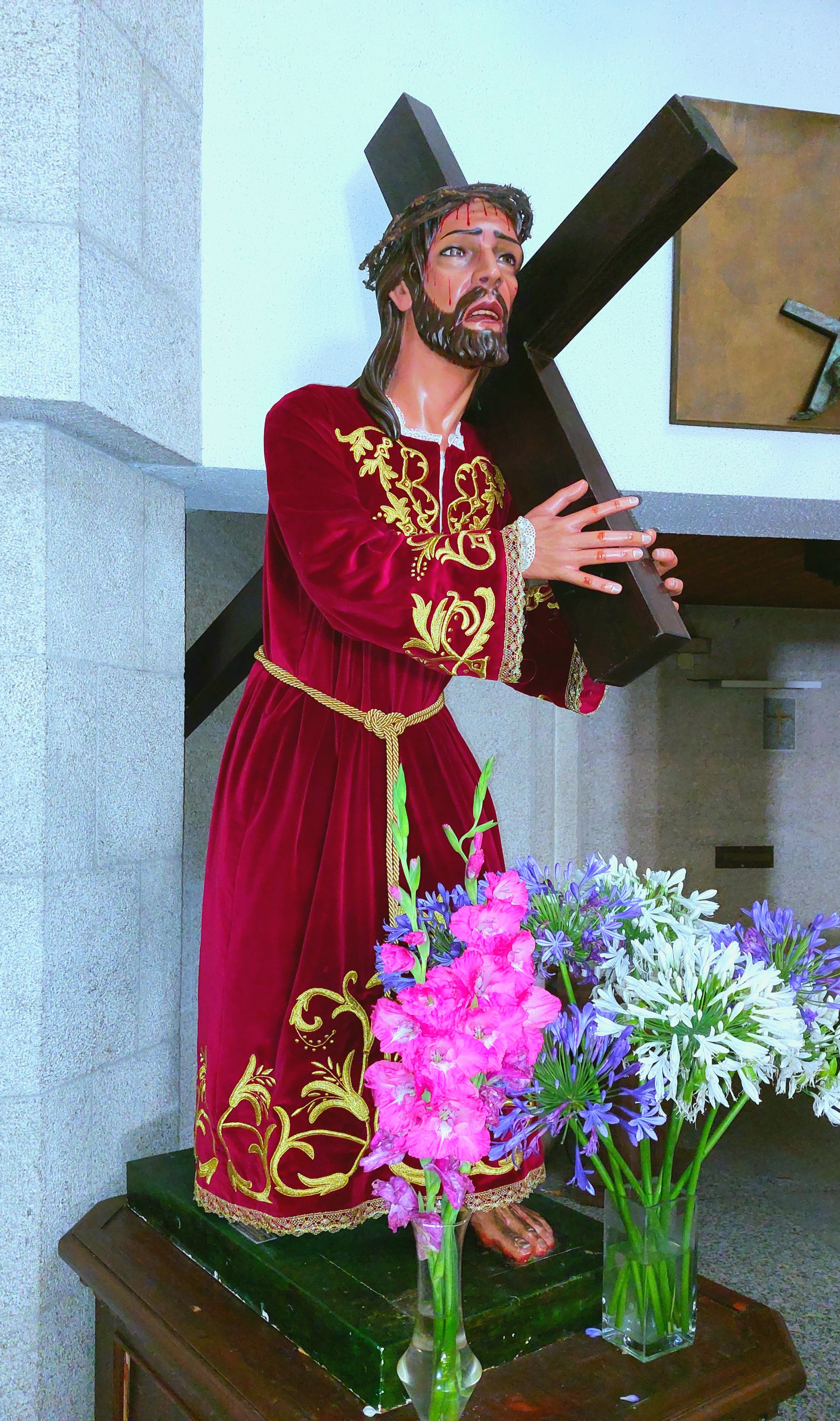
Talla de Jesús Nazareno